# Der Meister des Jüngsten Tages (Film)
Der Meister des jüngsten Tages ist eine deutsch-österreichisch-schweizerische Fernseh-Verfilmung des gleichnamigen Romans von Leo Perutz.

## Handlung
Wien 1909: Der Theaterschauspieler Eugen Bischoff ist in einer kreativen Krise. Um ihn zu schonen, verschweigt ihm seine Frau Dina, dass die Bank, bei der er viel Geld deponiert hat, pleite ist und er damit auch in eine finanzielle Krise geraten wird. Die Bischoffs veranstalten einen musikalischen Abend, bei dem auch der Rittmeister Freiherr von Yosch, Dinas ehemaliger Geliebter, zugegen ist. Einmal verlässt Eugen den Saal, geht in einen Gartenpavillon und plötzlich ertönen zwei Schüsse – Eugen hat sich das Leben genommen. Man wirft Yosch vor, ihn aus Eifersucht in den Suizid getrieben zu haben, auch dadurch, dass er die Zeitung mit der Nachricht vom Konkurs der Bank offen hingelegt habe, sodass Eugen sie sehen musste. Yosch weist jede Schuld von sich.
Kurz zuvor gab es einen weiteren Suizid eines Künstlers: Ein Maler stürzte sich aus seinem Fenster. Der Ingenieur Solgrub und der Arzt Dr. Gorski, ebenfalls Gäste bei Bischoffs, nehmen Ermittlungen auf und versuchen Zusammenhänge zu finden. Eine junge Frau, die von Bischoffs Tod noch nichts weiß, ruft ihn an und lässt ihm ausrichten, sie wolle nicht länger „auf das Jüngste Gericht warten“. Zwar kann Yosch mit dieser rätselhaften Botschaft nichts anfangen, doch er erkennt an der Stimme, dass es sich um Poldi Teichmann handelt: Sie arbeitet in einer Apotheke und studiert Pharmazie, hält sich aber eigentlich für eine große, noch verkannte Schauspielerin. Auch sie unternimmt einen Suizidversuch und muss ins Krankenhaus gebracht werden. Auffällig ist, dass alle drei kurz vor dem Suizid(versuch) geraucht haben: Bei Bischoff, der eigentlich Nichtraucher war, fand man Yoschs noch glimmende Tabakspfeife, bei dem Maler und bei Teichmann Zigaretten.
Die Ermittlungen führen zu dem Antiquitätenhändler Albachary: Alle drei (der Maler, Bischoff und Teichmann) waren bei ihm und haben sich für dasselbe Buch interessiert: ein riesiger Foliant aus dem 16. Jahrhundert, geschrieben von dem italienischen Maler und Gelehrten Giovansimone Chigi. Darin steht auch ein Rezept für ein Mittel, das die schöpferische Phantasie des Menschen anregen soll. Chigi soll nach dem Rauchen des Mittels die Farbe gesehen haben, in der die Sonne am Tag des Jüngsten Gerichts scheint, und von da an nur noch Bilder vom Jüngsten Gericht gemalt haben. Um den Gründen für die Selbstmordserie auf die Spur zu kommen, will Solgrub einen Selbstversuch mit dem Mittel machen. Da er seine Pistole vorher an Gorski abgegeben hat, kann er sich zwar nicht umbringen, er stirbt jedoch an einem Herzschlag.
Yosch geht zu Albachary und stellt fest, dass der Foliant früher in seinem eigenen Besitz war: Er hatte ihn dann an Albacharys Sohn verkauft, der zu dieser Zeit auch Antiquitätenhändler war, dann aber nach Einnahme des beschriebenen Mittels wahnsinnig wurde und nun in einer Nervenheilanstalt lebt. Albachary will das Buch loswerden und gibt es an Yosch zurück. Doch die Seiten mit dem Rezept hatte Solgrub schon herausgerissen und vernichtet, sodass der Fluch des Buches gebannt zu sein scheint.
Yosch besucht noch einmal Dina, um ihr von den Ergebnissen der Ermittlungen zu berichten. Übermütig zündet er sich seine Pfeife mit den Resten des Mittels an, in dem Glauben, dass es ihm nichts anhaben kann. Doch sofort wird er von Halluzinationen und grausamen Wahnvorstellungen geplagt und muss von Gorski und Dinas Bruder Felix vom Suizid abgehalten werden. Yosch erholt sich von dem Anfall, und nun kann Gorski ihn über die genaueren Umstände aufklären: Im Gehirn sei der für die Phantasie zuständige Bereich eng mit dem der Angst verknüpft. Deshalb löse das Mittel nicht nur einen Kreativitätsschub, sondern zugleich auch wahnhafte Ängste aus, die den Maler, Bischoff und Teichmann in den Suizid getrieben haben. Gorski kann auch erklären, warum Bischoff zwei Schüsse abgab: Dessen größte Angst war Yosch, weil er von der früheren Affäre zwischen Yosch und Dina wusste. Als er nun in seinem Rausch Yosch im Garten sah, galt der erste Schuss ihm und erst der zweite sich selbst. Auf dem Heimweg trifft Yosch noch einmal Albachary, der ihm erzählt, dass das Rezept nicht verloren ist, da er längst den entsprechenden Abschnitt nachdrucken ließ.
Die Geschichte ist in eine kurze Rahmenhandlung eingebettet: Jahre später dient Rittmeister von Yosch im Ersten Weltkrieg und wird von zwei Kameraden tot aufgefunden, offensichtlich nahm er sich das Leben. Sie finden seine Aufzeichnungen, in denen er die ganze Geschichte niedergeschrieben hat. Als die beiden, wieder zu Hause, die ganze Geschichte noch einmal zusammen lesen, machen sie sich Sorgen, dass das Rezept immer noch in der Welt ist und jederzeit wieder auftauchen könnte. Da ertönt plötzlich ein Schrei aus dem Zimmer der Geige spielenden Tochter: Offenbar hat auch sie das Mittel in die Hände bekommen.

## Unterschied zur Romanvorlage
Im Film deutet nichts darauf hin, dass die Geschichte nicht so der Realität entsprechen könnte. Im Roman gibt es hingegen (auch durch ein Nachwort eines fiktiven Herausgebers) Hinweise darauf, dass Yosch ein unzuverlässiger Erzähler sei und die Geschichte sich nur ausgedacht habe, um von seiner wahren Schuld an Bischoffs Tod abzulenken oder diese zu verdrängen.

## Produktion
Der von der Thalia-Film in Wien gedrehte Film war eine Koproduktion zwischen ZDF, ORF und SRG. Im ZDF lief er zuerst am 28. Oktober 1990.

## Rezeption
„Verzwickter Krimi um Wahrheit und Wahn“

„Die im Roman faszinierende Vermischung von Phantastik und Realität verflacht hier zu einer handfesten, wenn auch kompliziert verwobenen Kriminalgeschichte.“